# 三角瓣蛤科
三角瓣蛤科（學名：Myochamidae），又名螂猿头蛤科，是一個海生蛤蜊的科級分類單元，屬於筍螂目的腹足綱軟體動物。

## 型態描述
本科物種的殻被拉長，有时后部略呈喙状，使整個殻看起來像個三角形，因而得名。
壳质特别坚厚、两壳较扁平，能密闭，无开口。

## 分佈
本科物種分佈於印度西太平洋水域的浅水区。

## 屬
截至2018年6月14日，WoRMS紀錄本科包括下列四個屬：
- Hunkydora Fleming, 1948
- 螂斗蛤屬 Myadora Gray, 1840：自由生活的屬[1]。
- Myadoropsis Habe, 1960
- 三角瓣蛤屬 Myochama Stutchbury, 1830：又名螂猿头蛤属 Bronn, 1862，固着生活[1]，不分佈於中國海域。

## 外部連結
- . ITIS.
- Powell A. W. B., New Zealand Mollusca, William Collins Publishers Ltd, Auckland, New Zealand 1979 ISBN 0-00-216906-1
- Glen Pownall, New Zealand Shells and Shellfish, Seven Seas Publishing Pty Ltd, Wellington, New Zealand 1979 ISBN 0-85467-054-8